# Vùng ở được quanh sao

Trái Đất có thể sống được

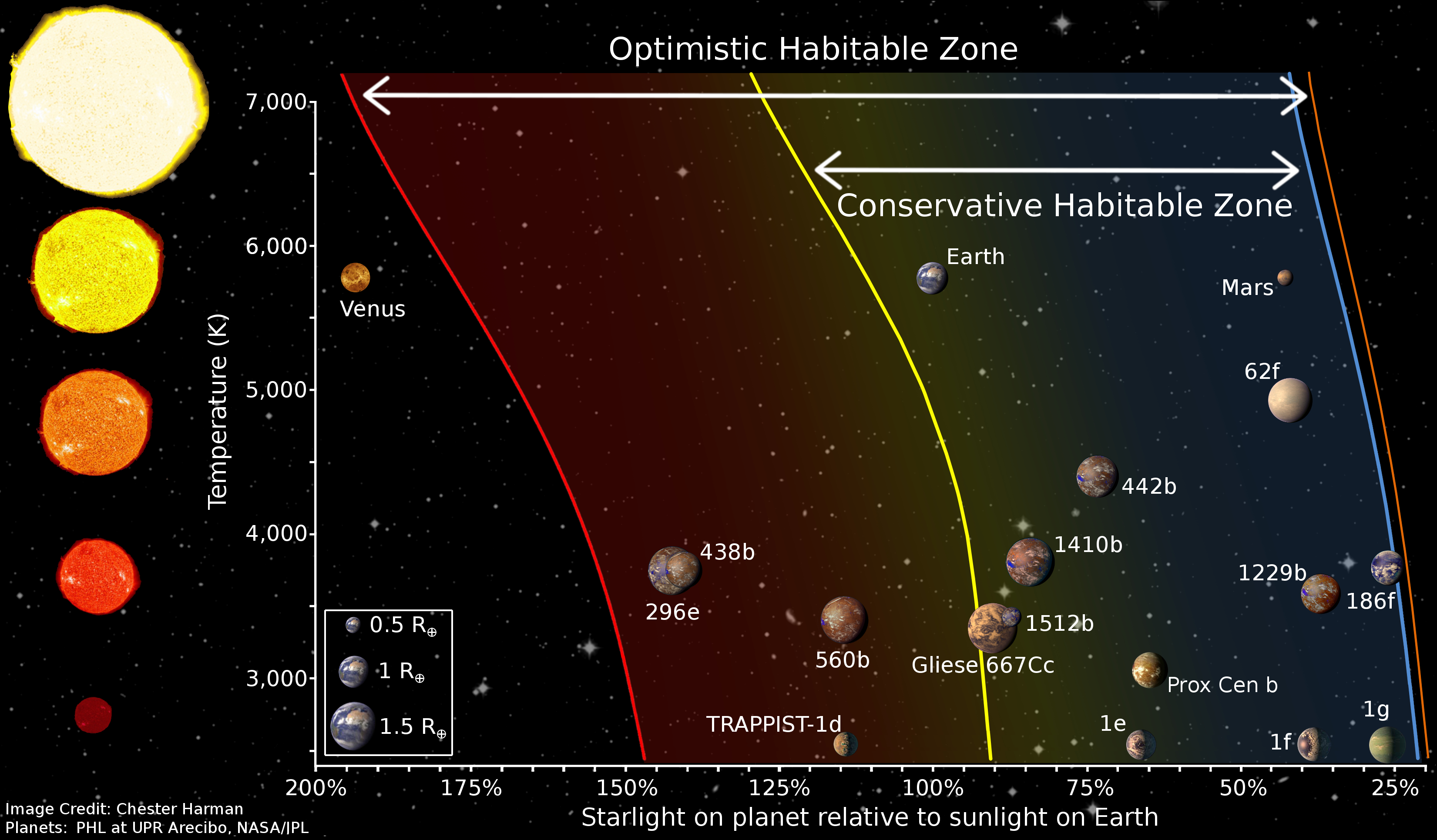
Trái Đất và các hành tinh khác trong Dải Ngân Hà

Trong thiên văn học, vùng ở được quanh sao (tiếng Anh: circumstellar habitable zone, CHZ), hay đơn giản là vùng ở được, là vùng không gian bao quanh một ngôi sao và có khoảng cách đến ngôi sao đó một khoảng đủ lớn để tạo điều kiện cho những hành tinh có bề mặt nằm trong vùng này có thể duy trì nước ở trạng thái lỏng và đủ áp suất khí quyển. Nhờ đó, sự sống có khả năng phát triển được trên những hành tinh này. Vùng ở được thường nói đến hai phạm vi là: trong một hệ hành tinh và trong một thiên hà. Các hành tinh và vệ tinh tự nhiên trong những vùng này là những ứng cử viên tiềm năng cho sự sống phát triển và có khả năng tồn tại sự sống ngoài Trái Đất trên các thiên thể này giống như chúng ta. Khái niệm này nói chung không bao gồm các vệ tinh tự nhiên do vẫn chưa có đủ chứng cứ và lý thuyết nêu bật những kiểu Mặt Trăng nào có thể ở được khi tính đến hành tinh mà nó quay quanh.
Khu vực có thể sống được không nên lẫn lộn với đặc tính ở được của hành tinh. Trong khi đặc tính ở được của hành tinh chỉ nói đến những điều kiện yêu cầu của hành tinh cho phép duy trì sự sống dạng cacbon, thì khu vực có thể sống được nói đến những điều kiện yêu cầu của ngôi sao cho phép duy trì sự sống cacbon, và hai nhân tố này không phải lúc nào cũng trao đổi cho nhau được.
Vùng HZ cũng còn gọi là "vùng sự sống", "vùng tiện nghi", "vành đai xanh" hay "vùng Goldilocks".